# 臭鸡屎藤
臭鸡屎藤（學名：Paederia cruddasiana）為茜草科雞屎藤屬下的一個種。